# Štrkovecké jazero
Štrkovecké jazero – jezioro i kąpielisko znajdujące się w stolicy Słowacji, Bratysławie, we wschodniej dzielnicy Ružinov, pomiędzy ulicami Ružinovską i Drieňovą.
Do lat 50. XX wieku w tym rejonie przebiegała odnoga młyńska Małego Dunaju przepływającą przez Vrakuňę. Zasypano ją podczas budowy okolicznych osiedli. W miejscu jeziora rozpoczęto wydobycie żwiru na cele budowlane. Jezioro jest najpłytsze w części środkowej, ponieważ stała tam koparka wydobywająca żwir. Ma głębokość od 2,5 do 8 metrów. Powierzchnia wynosi 5,5 ha, a obwód 865 metrów. Leży na wysokości 138 m n.p.m.
Znajduje się na ważnym szlaku migracji ptactwa wodnego, który przebiega wzdłuż Dunaju, a zatem stanowi przystanek dla ptaków szukających odpowiedniego miejsca do odpoczynku i żerowania w czasie migracji. Dla mieszkańców Bratysławy jezioro jest popularnym miejscem rekreacyjnym i sportowym. Wokół została zbudowana bieżnia ziemna (960 metrów długości). Na początku lat 90. XX wieku miało mocno zanieczyszczoną wodę, nieoczyszczone brzegi i rozważano jego likwidację (zasypanie), do czego ostatecznie nie doszło. Działania rewitalizacyjne przeprowadzono począwszy od końca lat 90. XX wieku. Nasadzono nową roślinność i zbudowano wyspy dla ptaków.
Nad jeziorem znajduje się jeden z największych w Bratysławie placów zabaw Radosť Games Complex. Zimą jest to popularne miejsce do uprawiania łyżwiarstwa. Bezpośrednio nad wodą stoi hotel Junior.
Na akwenie bytują łabędzie, kaczka krzyżówka, perkoz dwuczuby, mewa czarnogłowa i śmieszka. Jezioro jest udostępnione wędkarsko. W wodzie występują karpie, sumy, antary, a rzadziej szczupaki, węgorze i amury.